# F3 giapponese
L'All-Japan Formula Three Championship ovvero il campionato di F3 giapponese (Zen'nihon F3 Senshuken) è uno dei principali campionati della categoria Formula 3. Al vincitore la FIA attribuisce 10 punti validi per la Superlicenza. Con il rebranding della serie in Super Formula Lights, il campionato giapponese di Formula 3 si è ufficialmente concluso dopo 41 anni

## La storia
Il primo campionato di F3 che si svolse in Giappone fu organizzato dalla Nippon Formula 3 Association nel 1979, e venne vinto da Toshio Suzuki. Nel 1981, divenne un vero e proprio campionato nazionale, organizzato dalla Japan Automobile Federation (JAF).
Da sempre tradizionale serbatoio di talenti per la massima categoria giapponese, la Formula Nippon, il campionato giapponese di Formula 3 negli anni '90 si è sviluppato a livello internazionale, annoverando tra i suoi vincitori anche futuri piloti di Formula 1 come Pedro de la Rosa e il plurivincitore della 24 ore di Le Mans, il danese Tom Kristensen. Negli ultimi anni però, la categoria soffre la scarsa numerosità delle vetture al via di ogni evento (nel 2006 non si sono mai superate le 14 vetture), poiché la categoria risente dell'istituzione del campionato asiatico di Formula 3 e dell'isolamento del mondo automobilistico agonistico giapponese. Nel 2006 comunque la vittoria fu appannaggio dell'ex pilota di F1 Adrian Sutil.

## Aspetti tecnici
- Telaio:
Dal 2007 sono presenti solo vetture costruite dalla Dallara. In passato vi fu la presenza di vetture March, Reynard, Ralt, e anche di costruttori nazionali quali TOM'S e Dome.
- Motore:
I motori sono forniti dalla Toyota-TOM'S, Mugen-Honda e dalla ThreeBond (Nissan). Volkswagen, HKS (Mitsubishi), Fiat e Opel in passato hanno fornito anch'essi dei propulsori alla categoria.
- Gomme:
L'Hankook è dal 2009 l'unico fornitore.[2] Bridgestone, Dunlop e Yokohama furono concorrenti fino al 1987. Dal 1988 la Bridgestone fu l'unico fornitore fino al 2008.

## Albo d'oro
| Anno | Campione               | Team                 | Classe nazionale    |
| ---- | ---------------------- | -------------------- | ------------------- |
| 1979 | Toshio Suzuki          | Heroes Racing        |                     |
| 1980 | Shuroko Sasaki         | Gallop Racing        |                     |
| 1981 | Osamu Nakako           | Hayashi Racing       |                     |
| 1982 | Kengo Nakamoto         | Hayashi Racing       |                     |
| 1983 | Yoshimasa Fujiwara     | Umeda Racing         |                     |
| 1984 | Shuji Hyoudo           | Hayashi Racing       |                     |
| 1985 | Koji Sato              | Le Garage Cox Racing |                     |
| 1986 | Akio Morimoto          | LeMans Company       |                     |
| 1987 | Ross Cheever           | TOM'S                |                     |
| 1988 | Akihiko Nakaya         | Le Garage Cox Racing |                     |
| 1989 | Masahiko Kageyama      | Leyton House Racing  |                     |
| 1990 | Naoki Hattori          | Le Garage Cox Racing |                     |
| 1991 | Paulo Carcasci         | TOM'S                |                     |
| 1992 | Anthony Reid           | Tomei Sport          |                     |
| 1993 | Tom Kristensen         | TOM'S                |                     |
| 1994 | Michael Krumm          | TOM'S                |                     |
| 1995 | Pedro de la Rosa       | TOM'S                |                     |
| 1996 | Juichi Wakisaka        | Nakajima Racing      |                     |
| 1997 | Tom Coronel            | TOM'S                |                     |
| 1998 | Peter Dumbreck         | TOM'S                |                     |
| 1999 | Darren Manning         | TOM'S                |                     |
| 2000 | Sébastien Philippe     | Mugen Dome Project   |                     |
| 2001 | Benoît Tréluyer        | TOM'S                |                     |
| 2002 | Takashi Kogure         | TOM'S                |                     |
| 2003 | James Courtney         | TOM'S                |                     |
| 2004 | Ronnie Quintarelli     | TOM'S                |                     |
| 2005 | João Paulo de Oliveira | TOM'S                |                     |
| 2006 | Adrian Sutil           | TOM'S                |                     |
| 2007 | Kazuya Oshima          | TOM'S                |                     |
| 2008 | Carlo van Dam          | TOM'S                | Hideki Yamauchi     |
| 2009 | Marcus Ericsson        | TOM'S                | Naoki Yamamoto      |
| 2010 | Yuji Kunimoto          | TOM'S                | Takashi Kobayashi   |
| 2011 | Yuhi Sekiguchi         | ThreeBond Racing     | Katsumasa Chiyo     |
| 2012 | Ryō Hirakawa           | RSS                  | Daiki Sasaki        |
| 2013 | Yuichi Nakayama        | TOM'S                | Mitsunori Takaboshi |
| 2014 | Nobuharu Matsushita    | TOM'S                | Hiroshi Koizumi     |
| 2015 | Nick Cassidy           | TOM'S                | Ryo Ogawa           |
| 2016 | Kenta Yamashita        | TOM'S                | Yoshiaki Katayama   |
| 2017 | Mitsunori Takaboshi    | B-MAX Racing Team    | "Dragon"            |
| 2018 | Sho Tsuboi             | TOM'S                | Jake Parsons        |
| 2019 | Sacha Fenestraz        | B-Max Racing Team    | Ryuji Kumita        |